# 羟硫碳锌石
羟硫碳锌石（英语：Brianyoungite），或译布羟碳锌石、布里扬石，是一种次生含锌碳酸盐矿物。国际矿物学协会的新矿物、命名和分类委员会（CNMNC）将其归类为碳酸盐，化学式为Zn
3(CO
3)(OH)
4，但硫酸基团SO4也占据碳酸盐CO3位置，比例约为1个硫酸盐对3个碳酸盐，因此其他来源给出的化学式为Zn
3(CO
3,SO
4)(OH)
4，而盖恩斯等人将矿物分类为复合碳酸盐。它的外观与水锌矿（另一种碳酸锌）相似。它于1991年被发现，编号为IMA1991-053。1993年，它被命名为“Brianyoungite”，以纪念英国地质调查局的野外地质学家布赖恩·杨（Brian Young），因为他提供了该矿物的第一个标本。